# Miguel Ángel Campodónico
Miguel Ángel Campodónico (Montevideo, 21 de abril de 1937-25 de julio de 2022) fue un escritor y periodista uruguayo. Su obra abarca literatura de no ficción, novela, cuento y producciones con variadas actividades periodísticas. Desde sus comienzos incursionó en la novela y el cuento. Ha obtenido diversas distinciones y también acometió la tarea de hacer un relevamiento de todos los protagonistas del hacer cultural del Uruguay.

## Biografía
Nació en una familia de tres hermanos junto con Clara y Luis, el hermano mayor, fue músico y escritor, vivió durante muchos años en Francia, donde murió prematuramente a los cuarenta y dos años de edad. Recibió varios premios por sus obras literarias.
Estudió en el Colegio y Liceo Santa María de los Hermanos Maristas de Montevideo. Luego estudió Derecho en la Universidad de la República, pero cuando tuvo alrededor de la mitad de las materias aprobadas abandonó la carrera.

## Premios
- 1986,  Premio Fraternidad.[4]
- 1987,  Premio Municipal
- 1989,  Primer escritor uruguayo invitado para una residencia en la Maison des écrivains étrangers et des traducteurs de Saint-Nazaire (Francia).
- 1990,  Premio Municipal
- 1990,  Terna del Premio Bartolomé Hidalgo por Instrucciones para vivir
- 1990,  El cuento En el principio fue el verbo fue preseleccionado entre 2.095 trabajos llegados a Francia desde 40 países para el Premio Rulfo
- 2001,  Premio Libro de Bronce de la Cámara del Libro.[5]
- 2008,  Premio del Ministerio de Educación y Cultura
- 2008,  Terna del Premio Bartolomé Hidalgo por "Palabra de Robles"
- 2017,  Premio Morosoli (Letras, narrativa).
- 2017,  Premio Legión del Libro (Cámara Uruguaya del Libro).

Otras distinciones: fue invitado por La Pontificia Universal de San Pablo, por la Universidad Católica de Santiago de Chile, por la Universidad Autónoma de Baja California y por la Universidad de Poitiers (Francia).

## Obra

### Ficción
- Blanco, inevitable rincón (cuentos, 1974).
- Donde llegue el Río Pardo (novela, 1980).
- Descubrimiento del cielo (novela, 1986, reeditada en 2012).
- La piscina alfombrada (nouvelle, 1988).
- Instrucciones para vivir (novela, 1989).
- Homme sans mots-Hombre sin palabras (nouvelle, edición bilingüe en francés y español publicada en Francia, 1991, no circuló en Uruguay).
- La rebelión de los sordos (novela, 1993).
- Invención del pasado (novela, 1996).
- Entre humanos y otros animales (selección de cuentos, 2006).
- Palabra de Robles (novela, 2007).
- La llamé Giulia (2020), obra con la que regresó a la ficción.

Participó en la novela colectiva escrita por once narradores uruguayos La muerte hace buena letra (1993, capítulos propios 3 y 14). Fue la única experiencia de esa naturaleza en el Uruguay.
Integró doce antologías de narrativa uruguaya. 

### No ficción
- Parra del Riego - Cartas (1987).
- Uruguayos por su nombre (1995 y 1996).
- Sin límites (1998, investigación sobre Villanueva Saravia).
- Mujica (1999, reeditado en 2005 y en 2009, actualizado).
- Las vidas de Rosencof (2000, reeditado en 2003 y en 2012, actualizado).
- El éxito de la desmesura (2002, vida de Julio César Sánchez Padilla).
- Nuevo diccionario de la cultura uruguaya (2003, 816 entradas de uruguayos vivos de seis áreas de la cultura: artes visuales, música, cine y video, teatro, letras y periodismo).
- Nuevo diccionario de la cultura uruguaya (2007, edición ampliada que contiene más de mil entradas).
- Antes del silencio (2003, investigación, reportaje y biografía de Juan María Bordaberry. En 2006 se publicó la tercera edición).
- Después del día diez (2003, testimonio de Carlos Páez hijo, uno de los sobrevivientes de la tragedia de Los Andes, numerosas ediciones).
- Radicales y moderados. Vida y pensamiento político de Danilo Astori (2004, se reeditó actualizado en 2009).
- Pintar a pesar de todo - Vida y obra de Clarel Neme (2008, con más de 120 reproducciones de cuadros y más de 50 fotografías, con anexo documental, cronología, premios, exposiciones, colecciones, fuentes de información, videos y sitios webs, texto bilingüe en español e inglés).
- Inmigrante, hijo de inmigrantes (2009, vida del empresario Isaac Soloducho).
- Mario por Benedetti-Retrato íntimo de mi hermano (2011, cartas que Mario Benedetti le enviaba desde el exterior a su hermano Raúl).
- Historias del Sodre (2011, premio de los Fondos Concursables de la Cultura, recuerdos de Eduardo Casanova, funcionario del Sodre durante 50 años).
- Estamos seguros (2011, historia del conjunto uruguayo de rock Los Delfines).
- Mi segunda cordillera (2011, investigación sobre las adicciones de Carlos Páez hijo hijo y de cómo se libró de las drogas).
- Cristina Morán. Entre la soledad y los aplausos (2014).[6]
- Maggi (2015).[7]

Algunos de sus libros de no ficción tuvieron tirajes inusuales en Uruguay, uno de ellos fue publicado, además, en País Vasco, Barcelona, México y Corea del Sur.